# Хідзі

33°22′10″ пн. ш. 131°31′57″ сх. д. / 33.36944° пн. ш. 131.53250° сх. д.
Хідзі (яп. 日出町) — містечко в Японії, в повіті Хаямі префектури Ойта.